# Lithospermum rzedowskii
Lithospermum rzedowskii är en strävbladig växtart som beskrevs av J.I.Cohen. Lithospermum rzedowskii ingår i släktet stenfrön, och familjen strävbladiga växter. Inga underarter finns listade i Catalogue of Life.